# Zenillia takanoi
Zenillia takanoi är en tvåvingeart som först beskrevs av Baranov 1939.  Zenillia takanoi ingår i släktet Zenillia och familjen parasitflugor. Inga underarter finns listade i Catalogue of Life.